# Al Kooper
Al Kooper (tên khai sinh Alan Peter Kuperschmidt; ngày 5 tháng 2 năm 1944) là một nhạc sĩ, nhà sản xuất thu âm và nhạc công người Mỹ, nổi tiếng với việc thành lập nhóm Blood, Sweat & Tears và cùng góp mặt vào các buổi thu âm cho Bob Dylan khi Dylan bước sang giai đoạn nhạc điện tử vào năm 1965. Ông cũng kết thân với các nghệ sĩ guitar đương thời như như Mike Bloomfield và Stephen Stills để thu âm album Super Session. Ông đã có một sự nghiệp solo thành công từ đó, ông cũng viết nhạc phim, giảng dạy sáng tác âm nhạc. Ông tiếp tục biểu diễn trực tiếp cho đến nay.

## Danh sách đĩa nhạc

### Solo
- I Stand Alone (tháng 2 năm 1969)
- You Never Know Who Your Friends Are (tháng 10 năm 1969)
- Easy Does It (tháng 9 năm 1970)
- New York City (You're A Woman) (tháng 6 năm 1971)
- A Possible Projection of the Future / Childhood's End (tháng 4 năm 1972)
- Naked Songs (1973)
- Act Like Nothing's Wrong (tháng 1 năm 1977)
- Rekooperation (tháng 6 năm 1994)
- Soul of a Man (tháng 2 năm 1995)
- Rare and Well Done (tháng 9 năm 2001)
- Black Coffee (tháng 8 năm 2005)
- White Chocolate (2008)[1]

### Hợp tác
- Super Session (với Stephen Stills và Mike Bloomfield) (1968)
- The Live Adventures of Mike Bloomfield and Al Kooper (1968)
- Fillmore East: The Lost Concert Tapes 12/13/68 (với Mike Bloomfield, thu âm năm 1968, phát hành tháng 4 năm 2003)
- Kooper Session (với Shuggie Otis) (1969)
- Let it Bleed, The Rolling Stones album (1970), hợp xướng và cải biên nhạc trong ca khúc cuối cùng "You Can't Always Get What You Want".
- Championship Wrestling (vớiJeff "Skunk" Baxter) (1982)
- Johnnie B. Live (với Johnnie Johnson) (1997)

#### Cũng xuất hiện trong
- Pronounced Leh-Nerd Skin-Nerd - Lynyrd Skynyrd (1973)
- Second Helpings - Lynyrd Skynyrd (1974)
- Nuthin' Fancy - Lynyrd Skynyrd (1975)
- He’s A Rebel: The Gene Pitney Story Retold (2002)

## Trích lời
| “ | Tôi thật hài lòng khi được ở Anh, tôi có thể chỉ ngồi và rót trà uống để vượt qua những cơn nguy kịch. | ” |

NME - tháng 7 năm 1971